# 인도네시아의 수도
현재 인도네시아의 수도는 자카르타이다. 이 문서는 역사 속 인도네시아의 수도에 관해 기술한 것이다.

## 역사
| 일자             | 수도       | 비고 |
| ---------------- | ---------- | --- |
| 1945년 8월 17일  | 자카르타   | 자카르타에서 수카르노와 모하맛 하타가 인도네시아의 독립을 선언해 자카르타가 인도네시아 공화국의 사실상의 수도가 됐다. |
| 1946년 1월 4일   | 욕야카르타 | 네덜란드령 동인도 민간청(NICA)이 자카르타를 점령해 인도네시아 정부가 수도를 욕야카르타로 이전했다. 한밤중에 정부가 기차로 이동했다.                                                                                               |
| 1948년 12월 19일 | 부키팅기   | 네덜란드군이 욕야카르타를 점령했고 수카르노 대통령과 모하맛 하타 부통령은 체포되어 방카섬으로 추방되었다. 부키팅기에 인도네시아 공화국 임시 정부(PDRI)가 설립됐다.                                                                |
| 1949년 7월 6일   | 욕야카르타 | 수카르노와 모하맛 하타가 추방 생활을 끝내고 욕야카르타로 돌아왔다. 1949년 7월 13일에 인도네시아 공화국 임시 정부는 공식적으로 해산되었다. 욕야카르타는 인도네시아 합중국의 연방주인 인도네시아 공화국(1949~1950)의 수도로 남았다. |
| 1949년 12월 27일 | 자카르타   | 인도네시아 합중국이 성립되어 자카르타를 수도로 삼았다. |
| 1950년 8월 17일  | 자카르타   | 수카르노 대통령이 인도네시아 합중국을 해산하여 자카르타가 다시 인도네시아 공화국의 사실상의 수도가 됐다. |
| 1961년 8월 28일  | 자카르타   | 1961년의 제2호 대통령령으로 자카르타가 인도네시아 공화국의 법률상의 수도가 됐다. |
| 2028년 (예정)    | 누산타라   | 조코 위도도 대통령이 동칼리만탄주로 수도 이전을 공식 발표했다. 쿠타이 카르타느가라현과 프나잠 북파세르현의 일부에 새 주(州) 수준의 계획 도시를 개발하고 있다. 새 수도는 2024년부터 공식적인 수도의 지위를 얻으리라 예상된다.      |

## 같이 보기
- 수도 이름순 수도 목록